# Я — безсмертний
«Я — безсмертний» — кінофільм режисера Джералда Нотта, що вийшов на екрани в 2006 році.

## Зміст
85 років тому невідомий вірус вразив три чверті населення Землі. Вірус вбивав людину за кілька годин, але потім відновлював деякі життєві функції людини. Воскреслі зомбі захопили практично всю територію. Люди визначили: щоб зомбі перестали існувати, необхідно вистрілити їм у голову, вразивши мозок. Окремі спеціально навчені мисливці взялися виконувати це важливе соціальне замовлення.

## Ролі
| Актор           | Роль |
| --------------- | ---- |
| Клінт Гленн     | -    |
| Тоар Кемпбелл   | -    |
| Діон Дей        | -    |
| Ніколя Джакоббе | -    |
| Брайан Колер    | -    |
| Віто Ла Морті   | -    |
| Ерін МакКарті   | -    |
| Меттью Мольнар  | -    |
| Перріш Рендолл  | -    |
| Джон Рейнольдс  | -    |

## Знімальна група
- Режисер — Джералд Нотт
- Сценарист — Джералд Нотт
- Продюсер — Джералд Нотт, Клінт Гленн
- Композитор — Брайан Бердслі, Пітер А. Шлоссер